# Caterina Barbieri (musicista 1990)
Caterina Barbieri (Bologna, 14 settembre 1990) è una compositrice e musicista italiana.

## Biografia
Barbieri inizia gli studi di chitarra classica a 11 anni e nel 2012 si diploma al Conservatorio G.B. Martini di Bologna. Dopo un periodo di studi Erasmus al College of Music e all'Elektronmusikstudion di Stoccolma, si laurea nel 2014 in composizione elettro-acustica al Conservatorio G.B. Martini. Nel 2015 consegue la laurea in Lettere moderne all’Università di Bologna.
Dal 2013 frequenta gli studi di musica elettronica Elektronmusikstudion di Stoccolma, dove inizia a lavorare con il sistema modulare analogico Buchla 200 e, dopo aver pubblicato uno split album a nome Morbida con Medicine Bow (2014), compone e produce il suo esordio solista Vertical per sintetizzatore Buchla 200 e voce, pubblicato nel 2014 da Cassauna, sub-etichetta della statunitense Important Records. Vertical esplora diversi concetti di psico-acustica, sintesi e ripetizione fondendo musica minimalista, drone music e techno. L'album viene definito una "meditazione sulle forme d’onda primarie e la danza poliritmica delle armoniche nei suoni sintetici". Vertical ha ricevuto riscontri positivi da riviste come Ad Hoc, in cui viene asserito che mostra tutto il suo potenziale presente in ogni singolo tono - così come il movimento di un pezzo come parte di un tutto - per avvolgere l’ascoltatore in un'esperienza magnetica dove viene data poca importanza alla dimensione lineare del tempo".
Dal 2016, Barbieri collabora a stretto contatto con lo storico festival berlinese di musica e arti performative sperimentale Atonal, con progetti multimediali quali la sua collaborazione con la musicista americana Kali Malone Upper Glossa e il suo show audiovisivo Time-blind con l’artista visivo Ruben Spini.
Nel 2017, la Important Records pubblica su doppio vinile il secondo album Patterns of Consciousness, composto tramite l’utilizzo esclusivo del sequencer a quattro tracce ER-101 e un oscillatore armonico. Secondo gli intenti dell'artista, l'album "esplorerebbe gli effetti psico-fisici del suono sulla coscienza tramite la ripetizione e permutazione idealmente infinita di pattern". All'epoca della sua uscita, Patterns of Consciousness viene considerata una delle migliori pubblicazioni dell'anno da varie riviste fra cui The Wire, Fact e Vice. Nello stesso anno viene pubblicato Remote Sensing, una collaborazione con Carlo Maria Punctum.
Nel 2018 esce Born Again in the Voltage, album composto da quattro tracce per Buchla 200, voce e violoncello registrate all’Elektronmusikstudion di Stoccolma tra il 2014 e il 2015. Tale uscita ricevette giudizi positivi da riviste come Pitchfork. Poco dopo Born Again in the Voltage, viene pubblicato lo split album con Eleh Wear Patterns.
Nel 2019, pubblica per la Editions Mego Ecstatic Computation che riceve ottimi giudizi da parte della critica internazionale. Brainwashed ha definito l'album il “lavoro di un androide iper-intelligente che ha scoperto emozioni umane e le prova molto intensamente”, mentre Rolling Stone Italia ha incluso Ecstatic Computation tra i migliori dischi italiani del decennio.
Barbieri si è esibita in festival quali Sónar, Primavera Sound, Barbican Centre, Philharmonie de Paris, Berghain, Mutek, Unsound, Dekmantel, Berlin Atonal, MaerzMusik e CTM. Nel 2018 è stata artista del circuito europeo SHAPE e nel 2019 ha fatto parte del network We Are Europe.
Nel 2019 è entrata a far parte del roster di Warp Publishing e Aphex Twin l’ha invitata ad aprire al suo show a Londra al Printworks. La rivista Vice l'ha inclusa tra gli artisti italiani più influenti del decennio.
Nel luglio 2021 Barbieri ha annunciato il lancio della sua etichetta indipendente, "light-years". Nell'aprile del 2022 ha pubblicato il singolo "Broken Melody" e ha annunciato il suo quinto album, Spirit Exit, uscito l'8 luglio 2022. Registrato a Milano durante i primi due mesi del lockdown a causa della pandemia di COVID-19, l'album è il primo della sua carriera solista a includere archi, chitarra e voce, oltre che al sintetizzatore.
Durante il mese di aprile del 2021 esce Fantas Variations, contenente delle rivisitazioni del brano Fantas contenuto in Ecstatic Computation.
Nel 2021 Barbieri ha lavorato alla sua prima colonna sonora per il film di Pascual Sisto John and the Hole, selezionato per il Festival di Cannes 2020.
Nel 2023 il brano Fantas For Electric Guitar, tratto dall’album Fantas Variations ed eseguito con Walter Zanetti, è stato scelto per la colonna sonora della versione estesa de Il popolo delle donne di Yuri Ancarani, documentario selezionato per la XX edizione delle Giornate degli Autori della 80esima Mostra internazionale d'arte cinematografica di Venezia.
Il 5 novembre 2024 il Consiglio di amministrazione della Biennale di Venezia l'ha nominata Direttrice artistica del settore musica per il biennio 2025-2026.

## Stile musicale
La caratteristica dell'artista è quella di esplorare gli effetti psico-fisici del suono, stimolando la memoria e la percezione, e sperimentare il potenziale creativo della computazione attraverso un linguaggio minimalista, cercando di arrivare a stati di alterazione, estasi e allucinazione temporale. Il suo stile fa uso di sintetizzatori hardware e computer, attraverso i quali manipola fonti sonore fra cui la sua voce e strumenti a corda quali chitarra, archi e clavicembalo.
La strumentazione tipica delle composizioni di Barbieri è caratterizzata all’utilizzo di sintetizzatori analogici, quali sistemi modulari vintage Buchla e sistemi di nuova generazione Eurorack, ma anche mediante l'utilizzo di sintetizzatori digitali e l’uso della voce e di strumenti a corde (quali chitarra classica, chitarra elettrica, clavicembalo e archi). Il suo stile di scrittura è basato sull’uso di tecniche di sequencing, dove l’intelligenza della macchina svolge un ruolo primario nel processo creativo.
Simone Zagari della rivista Vice ha attribuito alle composizioni di Barbieri la capacità di estraniare e ipnotizzare l’ascoltatore dal mondo reale per portarlo in uno stato di semi-trance grazie alle sonorità ambient tipiche dell'artista.
La rivista Pitchfork ha descritto la musica della Barbieri evidenziando la particolarità dell'uso del sintetizzatore modulare e paragonando le sue composizioni a una dreammachine per le orecchie, che gioca con la percezione di tempo e spazio dell’ascoltatore.
Secondo Scott Wilson di FACT Magazine, le composizioni di Barbieri trovano un equilibrio tra la precisione quasi matematica e chirurgica dei suoi algoritmi e il carattere emotivo dei suoi lavori.
Barbieri ha spesso descritto il suo processo compositivo come un'interazione tra la macchina e la mente umana.

## Discografia

### Discografia solista
Album in studio
- 2014 – Morbida/Medicine Bow (come Morbida, split con Medicine Bow)
- 2014 – Vertical
- 2017 – Patterns of Consciousness
- 2018 – Bestie Infinite/Wear Patterns (split con Eleh)
- 2018 – Born Again in the Voltage
- 2019 – Ecstatic Computation
- 2021 – Fantas Variations
- 2022 – Spirit Exit
- 2023 – Myuthafoo

EP
- 2016 – XKatedral Volume III (con Ellen Arkbro e Kali Malone)
- 2018 – Sogno che suona

Singoli
- 2019 – Fantas
- 2021 – Singeli Fantas (feat. Jay Mitta)
- 2021 – Knot of Spirit (feat. Lyra Pramuk)
- 2022 – Broken Melody

### Discografia con Punctum
Album in studio
- 2017 – Remote Sensing

## Colonne sonore
- John and the Hole (2021), regia di Pascual Sisto